# Topliceni
Topliceni là một xã thuộc hạt Buzău, România. Dân số thời điểm năm 2002 là 4434 người.